# صياف الحربي
صياف بن عواد بن شميلان السحيمي العوفي الحربي (16 أغسطس 1939 - 24 مارس 2007)، علم من أعلام الساحة الشعرية الشعبية، ويعتبر أحد أبرز شعراء القلطة في السعودية.

## مولده ونشأته
ولد في وادي النقيع الذي يحتضنه جبل ادقس التاريخي المسمى بـ«جبل عوف الأخضر» بمنطقة وادي الفرع الواقعة إلى الجنوب من المدينة المنورة في 16 أغسطس 1939م الموافق 1 رجب 1358 هـ.
عاش في كنف والده ورعايته الخاصة، حيث توفيت والدته وهو طفل صغير. وقد كان والده صاحب إبل وأغنام يتنقل بها في مراتع البادية ثم يعود أحيانًا لمزرعته التي تقع في وادي النقيع ليحصد محاصيلها ويبيعها في أسواق المدينة، حيث كانت هذه المزرعة تسقى بطريقة «البعل» أي على مياه الأمطار. وقد كان صياف يرافق والده في هذه الرحلات. ويجلس معه في مجالس القرية، ويحضر معه محافل الشعراء وتسامرهم في المناسبات الاجتماعية، حيث كان والده يعشق الشعر ويحفظه، لكنه لا يقرضه. وقد أثرت تلك المسامرات ومخالطة الشعراء في نفس الطفل الصغير صياف فأخذ يصغي لها ويحفظ أبياتًا يرددها مع والده بعد نهاية الحفل، ويحاول تقليد شخصيات الشعراء والقائهم للقصايد، فكان يعجب السامعين ويطربهم، لكنه الإعجاب المغلف بالشفقة والعطف على هذا الطفل اليتيم. فيطلبون منه ترديد بعض القصايد ويشجعونه ويصفقون له.

## شعره
بدأ تجربته الشعرية وبخاصة شعر المحاورة من سنة 1961م 1382 هـ حيث كان يحضر الحفلات التي تقام في المدينة المنورة، وفي 1/4/1384 هـ الموافق 9 أغسطس 1964 التحق بقطاع الحرس الوطني بالرياض، وقد أتيحت له الفرصة للاختلاط بشعراء المحاورة أمثال سعد البقمي (المعنى) الذي كان مشهوراً في المنطقة وغيره من الشعراء، وبعد ذلك انتقل إلى منطقة نجران، وهناك تعرّف على بعض الشعراء مثل الشاعر فيصل العتيبـي. وإلى جانب ذلك تعرف على شعراء المنطقة الجنوبية ليضيف لثقافته الشعرية ألواناً من الفنون الجنوبية الصعبة التي أفادته كثيراً، بعد ذلك انتقل إلى مدينة جدة في عام 1389 هـ الموافق 1969م، واستقر بها ليدخل ميادين المحاورة ويواجه أكبر شعرائها أمثال: عبد الله المسعودي، محمد الجبرتي، ومحمد بن تويم، ومطلق الثبيتي، ومحمد بن جرشان البقمي، ومعيض العجي ومستور العصيمي وغيرهم.
لكنه عرف على مستوى المملكة والخليج منذ عام 1397 هـ الموافق 1977م بعد اشتراكه في حفل التراث الذي أقامته جامعة الرياض «الملك سعود حالياً» مع مجموعة من شعراء المحاورة، منهم أحمد الناصر وخلف بن هذال العتيبي ومستور العصيمي مطلق الثبيتي وعبد الله المسعودي وجار الله السواط ومحمد بن تويم ومحمد الجبرتي وقد برز صياف الحربي تلك الليلة بروزاً مشهوداً عـَرّفه بالجمهور بشكل جيد ومال الشعراء الكبار للعب معه.
يقول صياف عن نفسه: (أحسست بالشعر قبل أن أتلفظ به حينما كنت صغيراً، فتقليد الشعراء وحفظ أشعارهم مهـَّد لدي طريق صنع البيت، أما المعنى فكان صعب المنال في البداية، وقد كنت أمارس هذه الهواية بين أقراني في المساء عندما نتسامر).
بدأ صياف اثبات ذاته الشعرية حينما امتحنه شاعـر كبير من اقربائه يدعى «مهـَيـْل بن سهو السحيمي» كان من أشهر شعراء القبيلة آنذاك، سمع بخبر شاعرية صياف فأراد تأكيدها فوّجه إليه بيتاً على طرق المحاورة في مجلس والد صياف الذي لم يعرف أن ولده يقول الشعر، وقد كان الحاضرون من كبار السن من جماعته، لكن صيافاً قد أحس بالحرج خصوصاً وهو صغير بين كبار ينتظرون منه رداً بحجم عقلية وخبرة شاعرهم «مهـَيـْل».
يقول صياف: (سكت خجلاً لكن الرد قد حضر مبكراً وقد انتظرت الفرصة وعندما خفـَت ضوء النار في المجلس الذي كان هو مصدر الإضاءة حينذاك فقلت للشاعر: اسمع الرد. وبعدما انتهيت نظر لوالدي باعجاب وقال إن ابنك صياف سوف يكون شاعراً مقتدراً).
تفجرت موهبته شعراً قوياً في بدايته فكان سريع الرد قوياً في معانيه وعباراته وقد بارز سبعة شعراء في وقت واحد ورد عليهم وباقتدار مما لفت انظار جمهوره فأخذ يتابعه.

## أبرز مواقفه الشعرية
يقول صياف: (في بدايتي الشعرية كنت في أحد الملاعب ألعب مع شاعرين في وقت واحد، ولما سمع محمد الجبرتي بذلك قال: اتركوا لي هذا الشاعر، وكان يسرع في الرد ويركض بين الصفوف كركض الحصان، وعندما يكمل البيتين أرد عليه ببيتين في وقت واحد وعندما انتصف القاف «المحاورة» كان ينتظر أن تقل سرعة الرد عندي وهو يستمر على سرعته، لكنه وجد العكس، فقال للشعراء الذين كانوا يلعبون معي: العبوا معه هذا مجنون!، وحينها شعرت أن معنوياتي قد ارتفعت لأن هذا القول جاء من شاعر ذي مكانة، فقد كان أقوى شعراء المنطقة في ذلك الوقت). 
وفي موقف آخر يقول صياف: (حضرت حفلة كبيرة في منطقة الطائف يحييها عدد من الشعراء المعروفين آنذاك، مثل عبد الله المسعودي الشاعر مبروك مبارك أبوناب العصلاني الحربي وجار الله السواط وغيرهم، ولم أكن معروفاً لدى حضور هذه الحفلة من شعراء وجماهير، وقد قامت محاورة بين عبد الله المسعودي وأبو ناب الحربي، وقد رأيت المسعودي قد تفوق على الشاعر الحربي فانتخيت له وطلبت الرد على المسعودي، فأعطاني الدور ورديت، فنظر إليّ الشاعر عبد الله المسعودي مستنكراً أياي وقال مغيراً الطاروق:
طبّه طبيبه أَلاَ يا ما أكبر الطبّه *** فك النّشب يا عريفٍ تعرفه فكّه
فرديت بسرعة:
شبّه شبيبه ألاَ ياما أحسن الشبّـه *** حكّه في رَجْلٍ عضب ما يحمل الحكّه
فأعجب المسعودي بسرعة الرد مني وصياغته، ومن ثم طلب اللعب معي وقد برزت نداً قوياً له).
إمتاز شعر صياف بسلاسة العبارة المقترنة بقوة المعنى، ومشهود له بحسن الرد، فلم يضعف رده أبداً منذ بدايته حتى هذا اليوم، ولا يتأثر بشخصية خصمه بل عرف عنه أنه يقوى إذا وقف أمامه شاعر كبير وقد حاور صياف العديد من الشعراء مثل حبيب العازمي ومطلق الثبيتي وفيصل الرياحي.

## تعليمه وثقافته
بعد التحاقه بالحرس الوطني واصل صياف دراسته، حيث كان يتمنى الجمع بين الشعر والتعليم حتى وصل المرحلة المتوسطة، لكنه انقطع عن الدراسة بسبب ظروف عمله وولعه بالشعر وانشغاله بمتابعة أمسياته، لكنه استفاد بمتابعة الشعر والشعراء وحبه الاطلاع على ما يقع بين يديه من كتب مما انعكس على شخصيته فعرف عنه قوة الألفاظ ورصانة العبارة، كلماته منتقاة وهو ذكي لماح وصاحب خاطر جريء، ولا يتميز صياف الحربي بموهبته الشعرية فقط، لكنه يتميز بدماثة أخلاقه وهدوئه الملحوظ أثناء المحاورة، فلا ينفعل بسرعة ولا يميل إلى المهاترات، فأصالة الأدب تكمن في روحه ولا يحب اللغو في القول. وهذه الصفات والمزايا لا تتوفر إلاّ في الشاعر الذي يثق في موهبته ويحترم نفسه ويحترم الآخرين مما جعله يحظى بعلاقات طيبة مع زملائه الشعراء ومزيد من الإعجاب والتقدير من الجميع.

## ديوانه
صدر ديوانه الوحيد (ديوان شاعر المحاورة الكبير صياف الحربي) عام 1999م، وهو من جمع وإعداد الدكتور فايز بن موسى البدراني والأستاذ حمود بن محمد القصيري.

## نماذج من شعره
- محاورة بين صياف الحربي ومحمد الجبرتي:

*جرت هذه المحاورة في السبعينات الميلادية من القرن السابق:
محمد الجبرتي
قوم يا صياف قود العلْم باحسان وبصيره *** كان ما تقدر تقود العلم لله الكمالي
ياعسى فالامر خير وياعسى فالامر خيره *** لانت اخوي ولانت أبوي ولانته الضلع الموالي
صياف الحربي
كيف تزهمني وانا رجّال ما عرْف السريرة *** يوم جيتوا سته وخمسين حاربكم لحالي
أنت عودٍ كل ماجا الصبح ماسك لك مضيره *** لين خربت السنون اللي مثل ضو الهلالي
محمد الجبرتي
لا تكبرها وتصبح ناقه الطرقي صغيره *** لا تسوي علْم ماجبته وتنقدك الرجالي
أنت خابرني واناخابرك ورجال العشيرة *** لواداوي كلوه المرضان ينقضها الطحالي
صياف الحربي
تعرف اشروط الصغيرة واعرف شروط الكبيرة *** وانته الليلة يبا يغشاك سيل بلا خيالي
هبّت الحايه عليكم وانقفل باب الحظيرة *** من هو اللي يقدر النقزه ورجلينه طوالي
محمد الجبرتي
كان سيلك ماوراه اخيال ياسيرتك سيره *** الندى ماينبت المرعى ولا يشبع حلالي
العرب تعرف طيور البرّ واطيور الجزيرة *** وأنت لاعنتر ولانته مثل أبو زيد الهلالي
صياف الحربي
أنت ماتحمل خيال ولاتكلفنا ذخيره *** أنت من هاك الشيابه لارخيص ولانت غالي
لن تقابلنا ورا مكة فالايام القصيرة *** الك برادٍ حلا برّا ولك براد حالي
ــــــــــــــــــــــــــ
- محاوره بين صياف وابن جرشان:

صياف الحربي
يامرحبا ترحيبةٍ عندها ناشد ومنشود****واللي يدّور للغلا لا يبات الا بسوقه
مادام بن عوّاد موجود ضلع طويق ممدود**** يوجعك لو يطيح فوقك ولو تطيح فوقه
- واشتهر هذا البيت حتى اطلقت عليه الجماهير لقب ضلع طويق

ابن جرشان
يا الحربي يا المقرود زعلت لك تسعين مقرود **** وغليص لو قاد الجمل يجبرك بكرة تسوقه
والمشكلة لو هي بسيطة عرفت النقص والزود **** لو كان نيبان الجمل ماتغطيها شدوقه
صياف الحربي
إن كنت رجال محنّك تروح الصبح وتعود ***** تعرف طعام يجرح الحلق قبل أنك تذوقه
المشكلة ماهي كبيرة لكن السيف محدود **** والثوب لو يبعد عن النار ما تكثر شقوقه
ابن جرشان
يا صاحبي ما احسبت دخلك مع الدخل محدود **** واثرك كما عود الثمامة قصيرات عروقه
لا يطرحك في النار والتهلكة حامد ومحمود **** وتضيع تالي الليل في زهقت النفس الزهوقة
صياف الحربي
انا عطيتك شربة الماء لكن العد مورود **** كلن يوقف في طريقي ويطلبني حقوقه
أنت زعلت وقمت ترسل علي جيش وجنود **** لكن كل التمر روّح ما تبقى إلا عذوقه
ابن جرشان
يا صاحبي صياف ما نته لها كالدرب محدود **** ما حدٍ جبرك تسير مع خط بيده ومعشوقه
مير التباهي والتفاخر يسبب كسرت العود ***** وأنت ليا بقت العهد صاحبك لازم يبوقه
صياف الحربي
اليا هرجنا بالامانة يسير الدرب مجرود **** واليا سرقنا حكمنا يقطع اليمنى السروقه
إن كان عندك سالفة شوف حمل شعيل مشدود **** لكن لا يبرك بحمله ويرغي من فتوقه
ابن جرشان
عدل عضودك قبل لا تلتفت لعضود جلود **** جلود با المشعاب بو راس ماتوخذ حقوقه
واليا تعديت الحدود الصحيح يثور بارود **** ما ني بمكرم شاربك وأنت لحيتك محلوقه
صياف الحربي
انته علامك مختلف والعلوم اسهود ومهود **** يا هيه لا تنثر زهابك ولا تقدر تحوقه
ثورت بندقك العزيزة بلا بارود وزنود **** الله لا يجزاك بالخير يا الرجل السبوقه
ابن جرشان
يا صاحبي بعض السوالف لها جهده ومجهود **** وتخلي الفلاح يسقي النخل يجني عذوقه
كم قلت يا صياف درب القشر والشين مسدود **** ما كنه قامت تشعفك صوبنا برقا وروقه
صياف الحربي
اصبر شويه ثم اولع على القرصان وتجود **** وانشق المجنون صبره ويصحى من نشوقه
لا بارك الله فالبعير الشرود اقليل الفود **** اللي لا منّي لحقته يزعلني لحـــوقه
ـــــــــــــــــــــــ
- محاوره بين صياف وخلف بن هذال:

خلف بن هذال
يإسلامي على الشعب السعودي عد ما ناح ورق ولا ح بارق *** عد ما ناح ورق ولا ح بارق من هجوس لها بالشــــــعـر داره
هات ردك وخذ مني ردودي عن عيوني طلبتــــك لا تفــــارق *** عن عيوني طلـــبتك لا تفارق لين يـــذن علـى راس المنـاره
صياف الحربي
مرحبا بالصقور وبالفهودي عد ما شعشعت شمس المشارق *** عد ما شعشعت شمس المشارق وأركِب الحر ويعرف الإشارة
لا سمعنا لزاليز الرعودي يسفنا أبيض ويقعــــطع كف سـارق *** سيفنا أبيض ويقطع كف ســـارق كل ما قام عج وجات غــاره
خلف بن هذال
جب شهودك وانا احضر شهودي يا غريق البحر من وين غارق *** يا غريق البحر من وين غارق طحت من جسر وإلا من عمارة
لا تقرب حدودك من حدودي ثـم احـط الدويمـع والمطـــارق *** ثم احط الدويمع والمطارق بين خدك وعينك يـا اخـو سـارة
صياف الحربي
شبت النار والوقت امحدودي يا خلف لا تـدرق بالمـدارق *** ياخلف لا تــــــدرق بالمدارق لو تمشـي بهـا سـواق طـارة
جعل صحبة عتيبة ما تعودي يلمسون الجمر والجمر حارق *** لا تنوش الجــــمر والجمر حارق وأنت ما معك نمرة واستمارة
خلف بن هذال
كان راع الفتايل والزنودي شب نـار مثـل نـار المحــــارق ***شب نارٍ مثل نار المحارق اشـرب المـاء ورده بالغضـارة
أنت ما شفت وش سوى اليهودي بالشوارع ومن بين المفارق ***بالشوارع ومن بين المفارق والشياطيـن ترجـم بالحجـارة
صياف الحربي
آخر الليل يصحون الرقودي ثم يزرق تحت البحـــــــر زارق ***ثم يزرق تحـــــت البحر زارق يـا كبيـرٍ تعلمـت الكبـارة
اركب الحر واشتال الشنودي واترك السفن تقعد عند طارق ***واترك السفن تقعد عند طارق قايد ونمر مع ذيك النمـارة
خلف بن هذال
أنت جندي واعدك من جنودي والعتيبي معه سبعـة بيـارق ***والعتيبي معه سبعة بيارق وأستلم ساعتيـن مـن الخفـارة
حرب ربعي وعضدٍ من عضودي وأثر شوفك بلا دربيل خارق ***أثر شوفك بلا دربيل خارق قامت الحـرب والفتنـة شـرارة
صياف الحربي
بكره اشويك لين انك تجودي وأشرق الأذن وأسميك شارق *** اشرق الاذن وأسميك شارق ثم تطلع وانا اركب بالغمـارة
مالكم عند ابن هذال زودي يا عتــيبة جويديـن المعـارق * يا عتيبة جويدين المعارق دوروا له وظيفة شيـخ حارة
ــــــــــــــــــــــــــــــ
- محاوره بين صياف الحربي ومحمد المسعودي :

صياف الحربي
رحبوا رحبوا بضيوفكم يا هذيل *** البيوت الكرام تفكّ بيبانها
لا تقوم القيامة قبل وقت الرحيل *** ليلة نصوم ونصلي على شانها
محمد المسعودي
نعرف اليوم يوم ونعرف الليل ليل *** ما تقوم البيوت إلا بعمدانها
والله انك عميلي ماش غيرك عميل *** راح حصنيها ويجيك سرحانها
ــــــــــــــــــــــــــــ
- محاورات بين صياف ومطلق الثبيتي:

 مطلق الثبيتي
اسهيل والسبع نجوم فوق راسـك مرقبـات *** واهل الزنودام الضرم تقدح عليـك زنودهـا
صياف الحربي
ترى القمر ضوه غطاضوالنجـوم الطالعـات *** وانته وراك اتـورد الدعـوه بغيراشهودهـا 
ـــــــــــــــــــــــــــــــ
 مطلق الثبيتي
ولاياحرب ياللي كل ليله تقنصـون الحـوت *** لقيتـو حوتـه ماكـل قـنـاص يحرفـهـا
صياف الحربي
قنصنا في الليال المستطيره وأنت مالك صوت *** وصرفنا جمـوع التـرك وانتـه ماتصرفهـا..! 
ــــــــــــــــــــــــ
 مطلق الثبيتي
صلاتك ياوسيع المعرفـه دايـم وتروقنـوت *** تطوفك الحضـارم وانـت ماتقـدر تطوفهـا
صياف الحربي
اناصليت لله وانـت تركعهـا تـدور قـوت *** ومن ذكى ذلولـه فـي البلـد ياخذكنادفهـا
منيف منقرة البلوي
حسبي الله على العطار والعنزروت *** يطـــــبخ العنــــزروت بدلة الشاذليه
صياف الحربي
حسبي الله على اللي علم العنكبوت *** لين راحت تعـــــــــرف تركب البندقية
 مطلق الثبيتي 
الحريبي لو لقاله واحد (ن) يقطع لسانـه *** ماتغزل في بنات الهند سمحات الخدودي
صياف الحربي
ياعتيبه قولوا لمطـــلق يمرح في مكانه *** مايدافع عن بنات الهــــــند ياغير الهنودي 
ـــــــــــــــــــ
- محاورات بين صياف وشعراء اخرون مشهورون:

 جارالله السواط
أناســواة الكبـــتن الطـــــيار *** ون طرت أجيـــــب ألك الاماريه
صياف الحربي
ما انته مقـــــــصر والعلوم كثار *** طيار مـــــير الأرض مخـــــــفيه 
ـــــــــــــــــــــــ
 عوض الله أبو مشعاب
السحيمي عود شايب تعدى الأربعين *** وإن غلط مسموح، والنار من شبابها
صياف الحربي
أنت توك ما طلع فيك ضرس العقل زين *** لارسلوك تروح، والنار من شبابها 
ـــــــــــــــــــــــــــــــ
حبيب العازمي
فيك خيـر وشـر لكـن فالوقـت الاخيـر *** وش يخلي حرب تسـرق عشـاء جيرانهـا
صياف الحربي
اصبر شويه لاتعجل مـع الوقـت القصيـر *** الضعيفـه ماسرقنـا عـشـاء ورعانـهـا 
ـــــــــــــــــــــــــــــــ
 سلطان الهاجري
ياصاحـبِ تنطـح الفزعـه بصـدرِ وسيـع *** احـذر علـى الرجـل لاتحفـي عراقيبـهـا
صياف الحربي
حنا نصارع سبـاع الليـل فـي كـل ريـع *** وانته مـع ام الوليـد ويـدك فـي جيبهـا..

## إعتزاله الشعر
تقاعد صياف من عمله العسكري بعد بلوغه السن النظامي في عام 1416هـ واستمر في مشواره الشعري رغم الأمراض التي داهمته وكان يحضر المحاورات وهو على الكرسي المتحرك من عام 1423هـ إلى حوالي عام 1426هـ وبعدها اشتد عليه المرض ولم يستطع المواصلة.

## وفاته
توفي بعد معاناة مع المرض في المدينة المنورة في 6 ربيع الأول من عام 1428 هـ الموافق 24 مارس 2007م.